# Thuế đối ứng
Thuế đối ứng (Reciprocal Tariff) là một công cụ quan trọng trong thương mại quốc tế, được các quốc gia sử dụng để đảm bảo sự công bằng trong quan hệ thương mại song phương thông qua việc đáp trả thuế quan từ quốc gia khác. Đây là biện pháp phổ biến nhằm hỗ trợ cân bằng lợi ích kinh tế giữa các nước, thường xuất hiện trong các hiệp định thương mại hoặc các tranh chấp đã được giải quyết. Thuế đối ứng không chỉ là một phần của chính sách thuế quan mà còn phản ánh sự hợp tác và đàm phán giữa các quốc gia để duy trì thương mại tự do. Từ lịch sử thương mại thế kỷ 19 tại Mỹ đến các hiệp định hiện đại như CPTPP mà Việt Nam tham gia, thuế đối ứng đã đóng vai trò quan trọng trong việc định hình quan hệ kinh tế toàn cầu. Bài viết này cung cấp thông tin chi tiết về khái niệm, lịch sử, ứng dụng và các lưu ý liên quan đến loại thuế này.

## Định nghĩa, phân loại và so sánh
Định nghĩa, phân loại và so sánh
Thuế đối ứng là loại thuế nhập khẩu bổ sung mà một quốc gia áp dụng để đáp trả mức thuế tương tự hoặc chính sách thương mại bất bình đẳng từ quốc gia khác. Trong hệ thống thuế quan, thuế đối ứng thuộc nhóm thuế phòng vệ thương mại, cùng với thuế chống bán phá giá, thuế chống trợ cấp và thuế tự vệ. Tuy nhiên, thuế đối ứng có đặc điểm riêng biệt: nó tập trung vào nguyên tắc "có đi có lại" trong chính sách thuế quan, không yêu cầu chứng minh thiệt hại cụ thể như thuế chống bán phá giá (nhằm bảo vệ ngành nội địa trước hàng giá rẻ bất thường) hay thuế tự vệ (đối phó với nhập khẩu đột biến). Ví dụ, nếu một quốc gia áp thuế cao lên hàng hóa của nước khác, nước đó có thể đáp trả bằng thuế đối ứng để tái lập sự cân bằng. So với thuế chống trợ cấp (nhắm vào hàng hóa được trợ cấp từ nước ngoài), thuế đối ứng đơn giản hơn ở chỗ chỉ cần dựa trên sự bất bình đẳng thuế quan đã xảy ra. Điều này khiến thuế đối ứng trở thành công cụ linh hoạt trong đàm phán thương mại.

## Lịch sử hình thành và ứng dụng
Thuế đối ứng bắt nguồn từ thế kỷ 19 tại Mỹ, khi Đạo luật Thuế quan McKinley 1890 được ban hành, cho phép áp thuế đáp trả các quốc gia không mở cửa thị trường cho hàng hóa Mỹ. Đến năm 1934, Đạo luật Thỏa thuận Thương mại Đối ứng (Reciprocal Trade Agreements Act) ra đời, trao quyền cho Tổng thống Mỹ đàm phán giảm thuế với hơn 20 quốc gia, đặt nền móng cho thương mại tự do hiện đại. Trong thế kỷ 20, thuế đối ứng được áp dụng rộng rãi qua Hiệp định Chung về Thuế quan và Thương mại (GATT) năm 1947, tiền thân của Tổ chức Thương mại Thế giới (WTO), giúp các quốc gia điều chỉnh thuế quan thông qua đàm phán đa phương. Tại Việt Nam, thuế đối ứng được áp dụng từ khi gia nhập WTO năm 2007, tạo cơ sở pháp lý để tham gia các chính sách thương mại quốc tế. Khái niệm này trở nên rõ ràng hơn khi Việt Nam tham gia Hiệp định Đối tác Toàn diện và Tiến bộ xuyên Thái Bình Dương (CPTPP) năm 2018, cho phép đáp trả thuế quan từ các thành viên nếu cần thiết. Sự phát triển này cho thấy thuế đối ứng không chỉ là công cụ bảo hộ mà còn là phương tiện thúc đẩy hợp tác kinh tế.

## Các trường hợp áp dụng
Thuế đối ứng đã được áp dụng trong nhiều trường hợp nổi bật, minh chứng cho vai trò của nó trong thương mại quốc tế. Năm 2018, Mỹ áp thuế 25% lên 34 tỷ USD hàng hóa Trung Quốc, bao gồm máy móc và linh kiện điện tử, dẫn đến phản ứng từ Trung Quốc với thuế 25% lên đậu nành và ô tô Mỹ. Cuộc tranh chấp này kéo dài đến năm 2020, khi hai bên ký Thỏa thuận Giai đoạn 1, giảm dần thuế quan thông qua đàm phán. Cùng năm 2018, Canada áp thuế 10% lên nước ngọt, sữa chua và các sản phẩm khác của Mỹ để đáp trả thuế 25% mà Mỹ áp lên thép Canada. Tranh chấp này kết thúc khi Hiệp định Mỹ-Mexico-Canada (USMCA) được ký kết năm 2020, thay thế NAFTA và giảm căng thẳng thuế quan. Liên minh châu Âu (EU) cũng áp thuế 25% lên 2,8 tỷ USD hàng hóa Mỹ, bao gồm xe máy Harley-Davidson và quần jeans, vào năm 2018, sau khi Mỹ đánh thuế thép và nhôm châu Âu. Đến năm 2021, EU và Mỹ đạt thỏa thuận đình chỉ thuế đối ứng, mở đường cho hợp tác thương mại sâu hơn. Tại châu Á, Ấn Độ áp thuế 20% lên hạnh nhân và táo Mỹ năm 2019 để đáp trả việc Mỹ rút ưu đãi thuế GSP, sau đó hai bên đàm phán giảm thuế vào năm 2023. Các trường hợp này cho thấy thuế đối ứng thường là bước đầu trong tranh chấp, nhưng cũng mở ra cơ hội đàm phán để đạt được giải pháp đôi bên cùng có lợi.

## Các lưu ý hữu ích cho doanh nghiệp
Doanh nghiệp cần nắm rõ các chiến lược để ứng phó hiệu quả với thuế đối ứng, đặc biệt trong bối cảnh thương mại quốc tế ngày càng phức tạp. Một trong những cách tiếp cận quan trọng là đa dạng hóa thị trường xuất khẩu. Ví dụ, khi Mỹ áp thuế lên hàng Trung Quốc năm 2018, nhiều doanh nghiệp Trung Quốc đã chuyển hướng sang EU và ASEAN, tận dụng các hiệp định thương mại như RCEP để duy trì doanh thu. 
Doanh nghiệp cũng có thể đàm phán với đối tác nhập khẩu để chia sẻ gánh nặng thuế, chẳng hạn điều chỉnh giá bán hoặc hợp đồng dài hạn, như cách các công ty Canada đã làm với Mỹ trong tranh chấp thép năm 2018. Một chiến lược khác là tận dụng quy tắc xuất xứ từ các hiệp định thương mại. Chẳng hạn, Hiệp định Thương mại Tự do EU-Việt Nam (EVFTA) từ năm 2020 cho phép doanh nghiệp Việt Nam sử dụng nguyên liệu nội địa hoặc từ EU để được miễn thuế khi xuất sang châu Âu, giảm phụ thuộc vào thị trường Mỹ
Ngoài ra, việc theo dõi chính sách thuế quan qua các kênh chính thức như Bộ Công Thương Việt Nam giúp doanh nghiệp chủ động điều chỉnh kế hoạch sản xuất và xuất khẩu. 
Cuối cùng, đầu tư vào công nghệ và nâng cao chất lượng sản phẩm cũng là cách để doanh nghiệp duy trì lợi thế cạnh tranh, như các doanh nghiệp Ấn Độ đã làm sau khi đàm phán với Mỹ năm 2023. Những lưu ý này giúp doanh nghiệp biến thách thức từ thuế đối ứng thành cơ hội phát triển bền vững.

## Thuế đối ứng trên toàn cầu
Thuế đối ứng đã góp phần định hình thương mại toàn cầu qua nhiều thập kỷ, thể hiện qua các trường hợp thực tế và giải pháp đàm phán. Tại Bắc Mỹ, tranh chấp thuế quan giữa Mỹ và Canada năm 2018 đã dẫn đến thuế đối ứng từ Canada lên hàng hóa Mỹ, nhưng USMCA năm 2020 đã giải quyết vấn đề, tạo ra khu vực thương mại tự do lớn hơn. 

## Việt Nam và thuế đối ứng
Việt Nam bắt đầu áp dụng thuế đối ứng trong khuôn khổ hội nhập kinh tế quốc tế, đặc biệt từ khi gia nhập WTO năm 2007 và tham gia CPTPP năm 2018. CPTPP cho phép Việt Nam sử dụng thuế đối ứng để đáp trả các chính sách thuế quan bất lợi từ 10 quốc gia thành viên khác, như Canada, Nhật Bản hay Australia..., nếu cần thiết. Ví dụ, Việt Nam đã tận dụng EVFTA từ năm 2020 để đàm phán với EU, đảm bảo hàng hóa Việt Nam như dệt may và thủy sản được hưởng ưu đãi thuế, trong khi vẫn duy trì khả năng đáp trả nếu EU áp thuế bất lợi. Quan hệ thương mại với Mỹ cũng là một điểm nhấn, khi Việt Nam và Mỹ đạt thỏa thuận năm 2021 để giải quyết tranh chấp về thuế gỗ và thép, tránh leo thang thuế đối ứng. Những nỗ lực này cho thấy Việt Nam sử dụng thuế đối ứng như một phần của chiến lược hội nhập, vừa bảo vệ lợi ích quốc gia vừa thúc đẩy hợp tác kinh tế với các đối tác lớn.